# A ram sam sam
A ram sam sam è un brano tradizionale e filastrocca marocchina.

## Testo
Guli guli guli guli guli ram sam sam

A ram sam sam, a ram sam sam

Guli guli guli guli guli ram sam sam

A rafiq, a rafiq

Guli guli guli guli guli ram sam sam

A rafiq, a rafiq

Guli guli guli guli guli ram sam sam.»

## Cover
- Gli inglesi Spinners hanno pubblicato una cover di A ram sam sam intitolata Aram Sa-sa e contenuta nel loro album Folk at the Phil del 1964.
- Nel 1971 Rolf Harris e i Mike Sammes Singers hanno registrato una loro versione di A ram sam sam per la Columbia Records.
- Nel 2002 l'olandese Eric Dikeb ha inciso un singolo intitolato Pizza Ha Ha il cui ritornello riprende la melodia di A ram sam sam e cita alcune famose catene di fast food. Del brano di Dikeb sono state realizzate a loro volta numerose cover di artisti come Fast Food Rockers (Fast Food Song, 2003) e DJ Ötzi (Burger Dance, 2003).[2]